# Clase Amsterdam
La clase Amsterdam son buques de aprovisionamiento de combate. Es la gemela de la Clase Patiño, fue un proyecto conjunto de la Armada Española con la Armada Real de los Países Bajos. 

## Diseño y construcción
La clase Patiño/Amsterdam es una mejora de la clase "Poolster" y, como ésta, fue concebida como buque mercante, pero con requerimientos militares, como su armamento o sus sistemas NBQ.
El buque de la clase Amsterdam entró en servicio en 1995 con buenos resultados. Estos navíos pueden transportar hasta cinco helicópteros. Cuenta con seis bombas de combustible, con capacidad de descarga de 600 m³ por hora. Este buque puede proveer suministros para 21 días a la flota que acompaña (compuesta típicamente por un portaaviones, 5 escoltas y unas 20 aeronaves).

## Componentes
Bélgica -  Dinamarca -  España -  Estados Unidos -  Francia -  Países Bajos -  Reino Unido

### Electrónica
| Sistema                         | País                      | Fabricante      | Notas                                                                                            |
| ------------------------------- | ------------------------- | --------------- | ------------------------------------------------------------------------------------------------ |
| Lanzador de señuelos            | Bandera de Estados Unidos | United Defense  | 4 lanzadores modelo FMC SRBOC Mk36 con 6 tubos para bengalas infrarrojas y contededores de chaff |
| Señuelo remolcado para torpedos | Bandera de Estados Unidos | Lockheed Martin | Modelo AN/SLQ-25E Nixie                                                                          |

### Armamento
| Sistema                            | País                        | Fabricante               | Notas                                        |
| ---------------------------------- | --------------------------- | ------------------------ | -------------------------------------------- |
| Sistema de armamento de proximidad | Bandera de los Países Bajos | Thales Naval Netherlands | 1 unidad del modelo Goalkeeper CIWS de 30 mm |
| Ametralladoras medianas            | Bandera de Estados Unidos   | Browning Arms Company    | 6 unidades del modelo M2-HB de 12,7 mm       |
| Ametralladoras ligeras             | Bandera de Bélgica          | FN Herstal               | 2 unidades del modelo MAG de 7,62 mm         |

### Propulsión
| Sistema | País                                     | Fabricante             | Notas |
| ------- | ---------------------------------------- | ---------------------- | ----- |
| Motor   | Bandera de Dinamarca · Bandera de España | Burmeister & Wain IZAR |       |

### Aeronaves
| Sistema              | País                    | Fabricante   | Notas    |
| -------------------- | ----------------------- | ------------ | -------- |
| Helicóptero (opción) | Bandera del Reino Unido | Westland     | 4 × Lynx |
| Helicóptero (opción) | Bandera de Francia      | NHIndustries | 3 × NH90 |

## Buques
| Nombre                        | Número de banderín | Constructor             | Puesta de quilla   | Botado                   | Asignado                         | Baja   | Estado |
| ----------------------------- | ------------------ | ----------------------- | ------------------ | ------------------------ | -------------------------------- | ------ | ------ |
| : HNLMS Ámsterdam : BAP Tacna | : A-836 : ARL-158  | Schelde Group, Flushing | 21 de mayo de 1992 | 11 de septiembre de 1992 | : 2 de septiembre de 1995 : 2014 | : 2014 | Activo |